# Hoàng Thanh Trang
Hoàng Thanh Trang, född den 25 april 1980 är en ungersk-vietnamesisk schackspelare och stormästare i schack (GM). Hon blev asiatisk mästarinna i schack år 2000 och europeisk mästarinna i schack 2013. Hoàng har tävlat i Världsmästerskapet i schack för damer 2000, 2001, 2004, 2008, 2010, 2012, 2015, 2017 och 2018.

## Schackkarriär
Hoàng föddes i Hanoi, men flyttade till Budapest med sin familj 1990. Hon erhöll titeln Mästarinna (WFM) 1992. Hoàng Thanh Trang har dubbla medborgarskap, vietnamesiskt och ungerskt.
1995 erhöll Hoàng titlarna Internationell mästarinna (WIM), Stormästarinna (WGM) och Internationell mästare (IM).
18 år gammal vann hon Världsmästerskapet i schack för flickor U-20 1998. År 2000 blev hon Asiatisk mästarinna genom att vinna Asiatiska mästerskapet i schack för damer i Udaipur i Indien.
2006 började Hoàng spela för Ungern och 2007 erhöll hon titeln Stormästare (GM).
Hoàng har representerat Ungern i Schackolympiaden för damlag 2007, 2011, 2013 och 2017, samtliga år vid förstabordet. Ungern har slutat på 7:e, 15:e, 6:e respektive 12:e plats och Hoàng har nått vinstprocenten 61,1 (2007), 37,5 (2011), 61,1 (2013) och 50,0 (2017).
Hoàng har tävlat i Världsmästerskapet i schack för damer i knock out-formatet 2000, 2001, 2004, 2008, 2010, 2012, 2015, 2017 och 2018 – och därmed endast missat 2006, då hon fick lämna återbud. Hon har inte haft lyckan med sig i de individuella världsmästerskapen och slagits ut redan i första ronden vid tre tillfällen, i andra ronden vid fem tillfällen. Endast en gång, år 2008, kvalificerade hon sig till tredje ronden (åttondelsfinal), men mötte där den högst rankade i turneringen, indiskan Humpy Koneru, och fick respass med ½ - 1½.
2013 blev Hoàng Europeisk mästarinna I schack när hon vann Europeiska mästerskapet för damer med 7 vinster, 4 remier och ingen förlust, dvs. 81,8 vinstprocent.
Hoàng spelade vid Ungerns förstabord vid Världsmästerskapet i schack för damlag 2019 i Astana. Ungern slutade på en nionde och näst sista plats. Hoàng spelade 1 vinst, 2 remier och 5 förluster – 2/8, vilket gav endast 25 vinstprocent.